# Býložraví muži
Býložraví muži (japonsky 草食(系)男子, Sóšoku danši) je termín používaný v Japonsku pro popis mladých mužů, kteří mají jen malý nebo žádný zájem o vztahy se ženami a sex. Autorkou pojmenování je novinářka Maki Fukusava, která v roce 2006 hledala pojmenování, jakým by popsala novou formu mužského chování, které se vyznačuje odmítáním tradičních asociací spojených s mužností a odmítáním zodpovědnosti v práci i v romantických vztazích.

## Definice
Megumi Ušikubo, prezidentka marketingové společnosti Infinity, soudí, že jde o mladé muže, kteří jsou bez ambicí, jsou velmi vnímaví k módě, mají blízko k matkám a netouží po sexu. Toko Širakava, esejista specializující se na vztahy mezi mužem a ženou, tvrdí, že tito muži nenavazují vztahy, utíkají před dívkami, které jsou sexy a nemají rádi diskuse. Na druhou stranu nemají problém doma vařit a podílet se na domácích pracích.

## Potencionální efekty
Japonsko zaznamenalo klesající porodnost, která se dostala v roce 2014 na číslo 1,4 porodů na jednu ženu, zatímco v 80. letech to bylo 1,8. Tento dramatický pokles je často dáván za vinu většímu množství býložravých mužů v Japonsku. Pokles porodnosti byl přičítán odmítavosti býložravých mužů se oženit.
Populace v Japonsku začala klesat v roce 2011. V roce 2014 měla japonská populace kolem 127 milionů. Pokud bude tento demografický trend pokračovat, mělo by se dle odhadů toto číslo snížit na 107 milionů (o 16 %)  do roku 2040  a v roce 2050 na 97 milionů (o 24 %).

## Média
Pojen začal být módní a japonskými médii často užívaný v letech 2008–2009. Dokonce byl vybrán mezi deset nejpopulárnějších slov roku 2009. Poté byl velmi na vzestupu, až se v Japonsku stal zcela běžným. V roce 2010 vyšel filmový snímek Sóšokukei danši (Býložraví muži) v němž jedna z hlavních postav vykazuje charakteristické tendence tzv. býložravců. V průběhu filmu má potíže pochopit sexuální nabídky, např. když ho žena pozve, aby se s ní vyspal. Téhož roku, zpěvák a textař Gackt uspořádal koncert přístupný pouze pro muže, se záměrem posílit „mužského ducha…a sexualitu”, proti býložravé mužské maskulinitě v japonské společnosti.
V roce 2009 byl vysílán televizní seriál Ohitori sama (お一人様, v překladu: Svobodná žena), jehož ústředním tématem je vztah mezi býložravým mužem a jeho kolegyní z práce, kteří spolu začnou bydlet. Býložravý muž Šiniči je zde vyobrazen jako naprostý opak vlastností přisuzované tradičnímu „maskulinnímu” muži, jako jsou chybějící ambice v práci, zkušenost se vztahy či zájem navazovat vztahy ve spojitosti s maskulinitou.